# Netwerk Zuidelijke Randstad

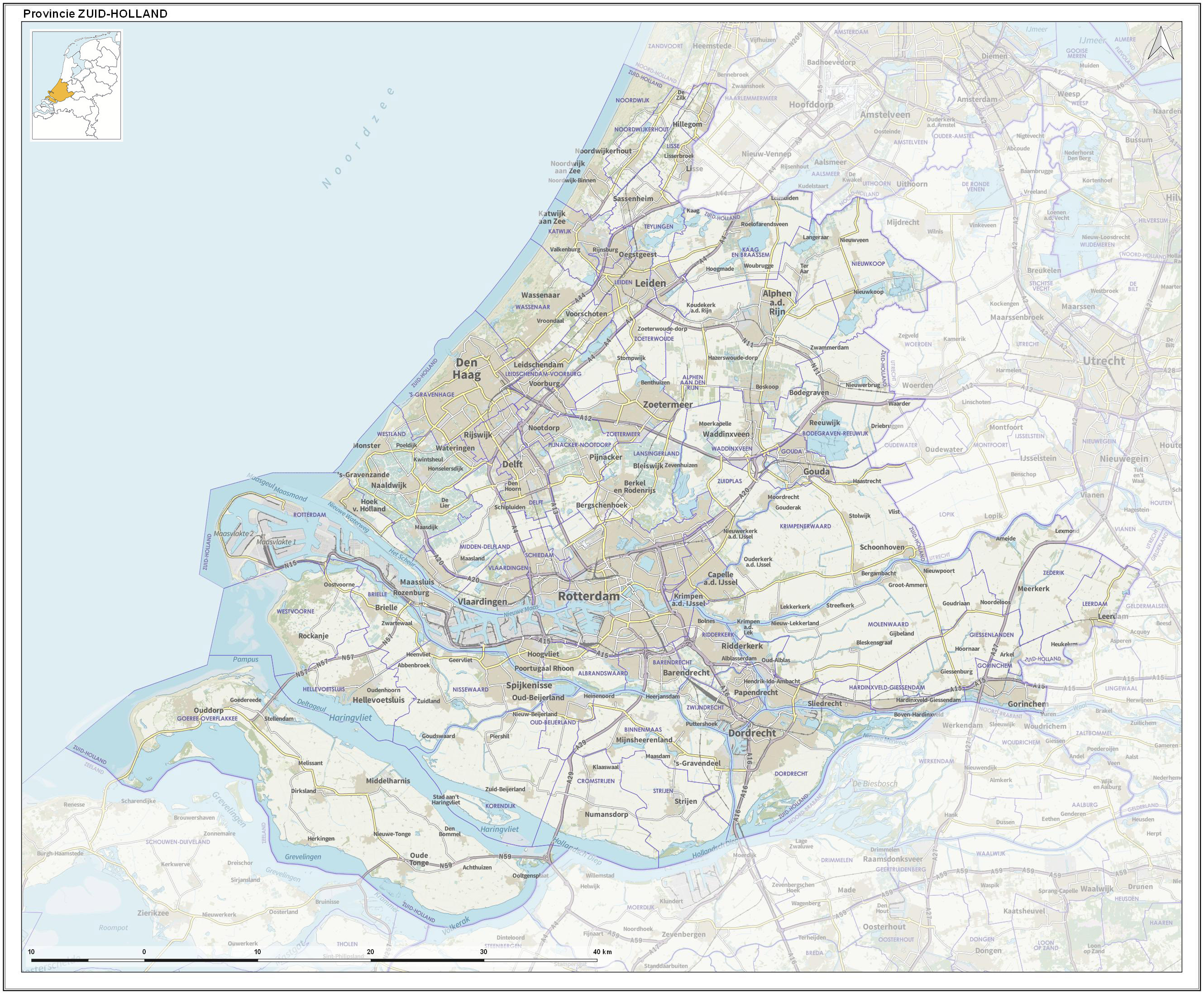
Provinciekaart van Zuid-Holland. De Zuidvleugel omvat het centrale, verstedelijkte gebied en wordt grofweg begrensd door Leiden, Gouda, Dordrecht en Hoek van Holland.

In het Netwerk Zuidelijke Randstad (voorheen Zuidvleugel) werken de overheden in het zuidwestelijke deel van Randstad Holland samen aan versterking van de regio. De partners in het netwerk zijn de provincie Zuid-Holland, de steden Den Haag en Rotterdam, de Metropoolregio Rotterdam Den Haag, de Drechtsteden, Holland Rijnland en Midden-Holland. 
Het Netwerk Zuidelijke Randstad omvat daarmee grofweg het gebied tussen Dordrecht, Gouda en Leiden. Rotterdam en Den Haag zijn de grootste steden in het gebied. Het vergelijkbare samenwerkingsverband in de noordelijke Randstad is de Metropoolregio Amsterdam. De gezamenlijke ambitie van de partners is de concurrentiepositie en het vestigingsklimaat van de zuidelijke Randstad te versterken in de concurrentiestrijd om kennis en kapitaal met andere Europese metropolitane regio's. 
De zuidelijke Randstad kent krachtig economische pijlers zoals de Mainport Rotterdam, de Greenports Westland-Oostland, Bollenstreek en Boskoop, de Internationale Stad van Vrede en Recht Den Haag, het maritieme cluster in Drechtsteden en opkomende clusters zoals de cleantech, medical tech en security. De zuidelijke Randstad heeft met de Universiteit Leiden, de TU Delft en de Erasmus Universiteit drie hoogwaardige universiteiten die onder de titel LDE de onderlinge samenwerking aan het versterken zijn. Om de innovatiekracht van de regio te helpen versterken is per 1 januari 2014 de Regionale Ontwikkelingsmaatschappij Innovation Quarter opgericht, die tot taak heeft om in de clusters cleantech, medical en security innovatie aan te jagen en internationale promotie en acquisitie te verzorgen.  
De samenwerkingspartners in het Netwerk Zuidelijke Randstad werken aan programma's op het gebied van economie, verstedelijking en wonen, Transit-oriented development onder de naam StedenbaanPlus en groen/water/duurzaamheid. Het Netwerk Zuidelijke Randstad organiseert met de partners ook de voorbereiding van de overleggen met het Rijk over de gebiedsagenda's en het Meerjarenprogramma Infrastructuur en Transport.